# 심포니크 밀러
심포니크 밀러(영어: Cymphonique Miller, 1996년 8월 1일 ~ )는 미국의 싱어송라이터, 배우이다. 가수 마스터 P의 딸이며, 농구 선수 로미오 밀러의 동생이다. 어머니는 아시아계다.